# غرفة الملك

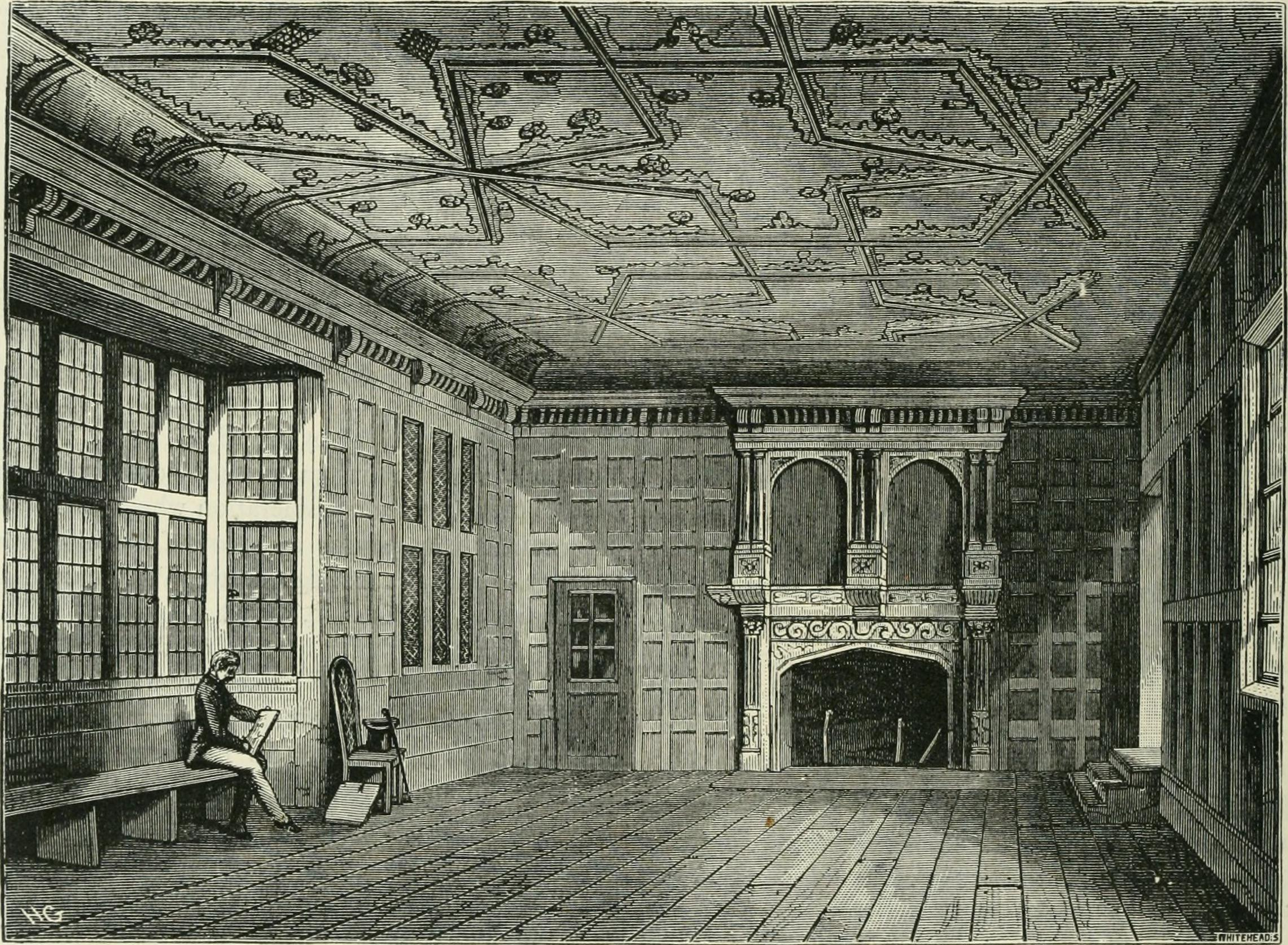

غرفة الملك (بالإنجليزية: Star Chamber)‏ (باللاتينية: Camera stellata) هي محكمة إنجليزية كانت تُعقد في قصر وستمنستر من أواخر القرن الخامس عشر إلى منتصف القرن السابع عشر، يتكون من أعضاء مجلس الملكة وقضاة القانون العام.